# Marinesoldat
Marinesoldat ist die allgemeine Bezeichnung für einen Angehörigen der Seestreitkräfte (Marine)
Dazu gehören:
- Sämtliche Besatzungsmitglieder (Offiziere, Unteroffiziere und Mannschaftsdienstgrade) von Kampf- und Versorgungsschiffen, Flugzeugen und Hubschraubern der Marine sowie U-Boote
- Soldaten in Bereichen von Werften, Stützpunkten oder Häfen
- Besondere Einheiten der Marine wie z. B. Minentaucher oder Kampfschwimmer

Volkstümlich werden Marinesoldaten, insbesondere Matrosen, als „blaue Jungs“ bezeichnet. Grund ist die Farbe der Marine-Uniformen (vgl. z. B. Matrosenanzug). Zahlreiche Marinechöre heißen dementsprechend „Blaue Jungs“. 